# Buchin
Buchin è un comune della Romania di 2138 abitanti, ubicato nel distretto di Caraș-Severin, nella regione storica del Banato.
Il comune è formato dall'unione di 5 villaggi:  Buchin, Lindenfeld, Poiana, Prisian, Valea Timișului.